# لویی تاملینسون
لویی ویلیام تاملینسون (به انگلیسی: Louis wiliams tomlinson)، با نام هنری لویی تاملینسون (به انگلیسی: Louis Tomlinson) (زادهٔ ۲۴ دسامبر ۱۹۹۱) خوانندهٔ بریتانیایی از گروه وان دایرکشن، و فوتبالیست نیمه حرفه‌ای است که در حال حاضر به‌عنوان بازیکن آزاد، عضو باشگاه فوتبال دانکستر راورز یکی از تیم‌های دسته قهرمانی لیگ انگلستان است.
تاملینسون در دانکستر به دنیا آمد و کارش را به عنوان بازیگری شروع کرد. وی در برنامه تلویزیونی Fat Friends بازی کرد. همچنین وی در برنامه تلویزیونی If I Had You نقش آفرینی کرد. در سال ۲۰۱۰ وی به صورت تک نفره در برنامه اکس فکتور انگلستان شرکت کرد و درنهایت عضوی از گروه وان دایرکشن شد. وی و گروهش در اکس فکتور سوم شدند. در سال ۲۰۱۳ او به عنوان فوتبالیست در تیم دانکستر روورز قرار داد بست. هدف اصلی او برای عضویت در این تیم رساندن پول به مراکز خیریه است.

## آغاز زندگی
تاملینسون از دانکستر، یورک‌شر جنوبی، انگلستان است. مادر وی جوانا پولستون و پدرش تروی آستین نام دارد. والدین او در هنگامی که او کوچک بود از یکدیگر جدا شدند و پدرش او را وقتی ۱۰ روزه بود تنها گذاشت، لویی نام خانوادگی خود را از پدر ناتنی اش گرفت. او ۵ خواهر ناتنی کوچک‌تر از خود دارد با نام‌های شارلوت (لاتی) تاملینسون، فلیسیتی (فیزی) تاملینسون، دیزی و فیبی (دوقلو) تاملینسون و جورجیا آستین.
وی در مدرسه Hall Cross و Hayfield درس خواند. او در اولین سال تحصیلش در مدرسه Hayfield ناموفق بود. او نقش دنی زوکو در فیلم Grease را در تئاتر مدرسه Hall Cross ایفا کرد؛ و این نقش باعث امیدواری او برای شرکت در اکس فکتور شد.
مادر وی (جوانا پولستون) در تاریخ ۷ دسامبر ۲۰۱۶ (۱۷ آذر ۹۵) در سن ۴۳ سالگی بر اثر سرطان خون درگذشت.

## زندگی شخصی
تاملینسون در نوامبر ۲۰۱۱ رسماً با النور کالدر مدل و دانشجوی دانشگاه منچستر وارد رابطه شد و در مارس ۲۰۱۵ به دلیل تورهای متعدد از یکدیگر جدا شدند. وی پس از جدایی از النور کالدر در برنامه «صبح بخیر آمریکا» در اوت سال ۲۰۱۵ اعلام کرد که بزودی پدر خواهد شد و مادر فرزندش بریانا جانگورث است. فرزند آن‌ها به نام فِرِدی تاملینسون در ژانویه ۲۰۱۶ به دنیا آمد. پس از آن تا کنون با النور کالدر در رابطه است.
وقتی لویی کم سن و سال بود پدر و مادرش از هم جدا شدند و مادرش دوباره ازدواج کرد. لویی نام خانوادگی پدرخوانده خود را استفاده کرد.

## حرفه

### اکس فکتور
تاملینسون در سال ۲۰۱۰ در سری هفتم اکس فکتور بریتانیا به صورت تک نفره شرکت کرد. او در اولین اجرای خود آهنگ Hey There Delilah را خواند. در قسمت اول او موفق شد اما در قسمت دوم این برنامه او ناموفق بود. اما توسط داور مهمان، نیکل شرزینگر، تاملینسون و دیگر اعضای وان دایرکشن در استادیو Wembley به عنوان گروه به خانه داوران راه پیدا کردند.
نام گروه توسط هری استایلز عضو دیگر این گروه گذاشته شد. آن‌ها در خانه سایمن کاول که مربی آن‌ها بود آهنگ Torn را خواندند. آن‌ها در نهایت به اجراهای زنده در اکس فکتور راه پیدا کردند اما در هفتهٔ نهایی سوم شدند. در این مدت آن‌ها طرفداران بسیاری در سراسر انگلستان بدست آوردند.
آن‌ها آهنگ Forever Young را برای بردشان در اکس فکتور حاضر کرده بودند که موفق به انتشار رسمی آن نشدند. اما مدتی بعد این آهنگ در سطح اینترنت لو رفت. چندی بعد آن‌ها با با سایکو ریکوردز که برای کاول است قرار داد بستند.

### وان دایرکشن

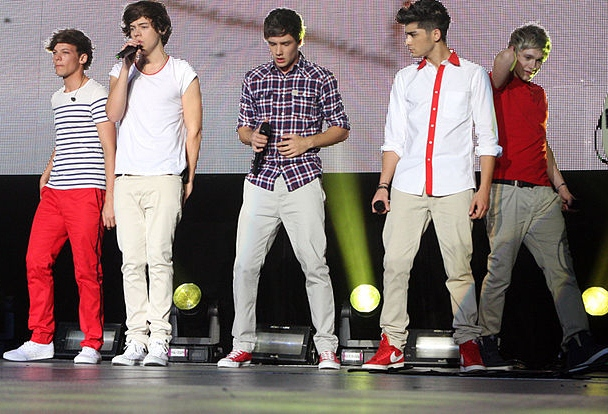
وان دایرکشن درحال اجرا در تور همه شب بیدار در سیدنی، استرالیا در آوریل ۲۰۱۲

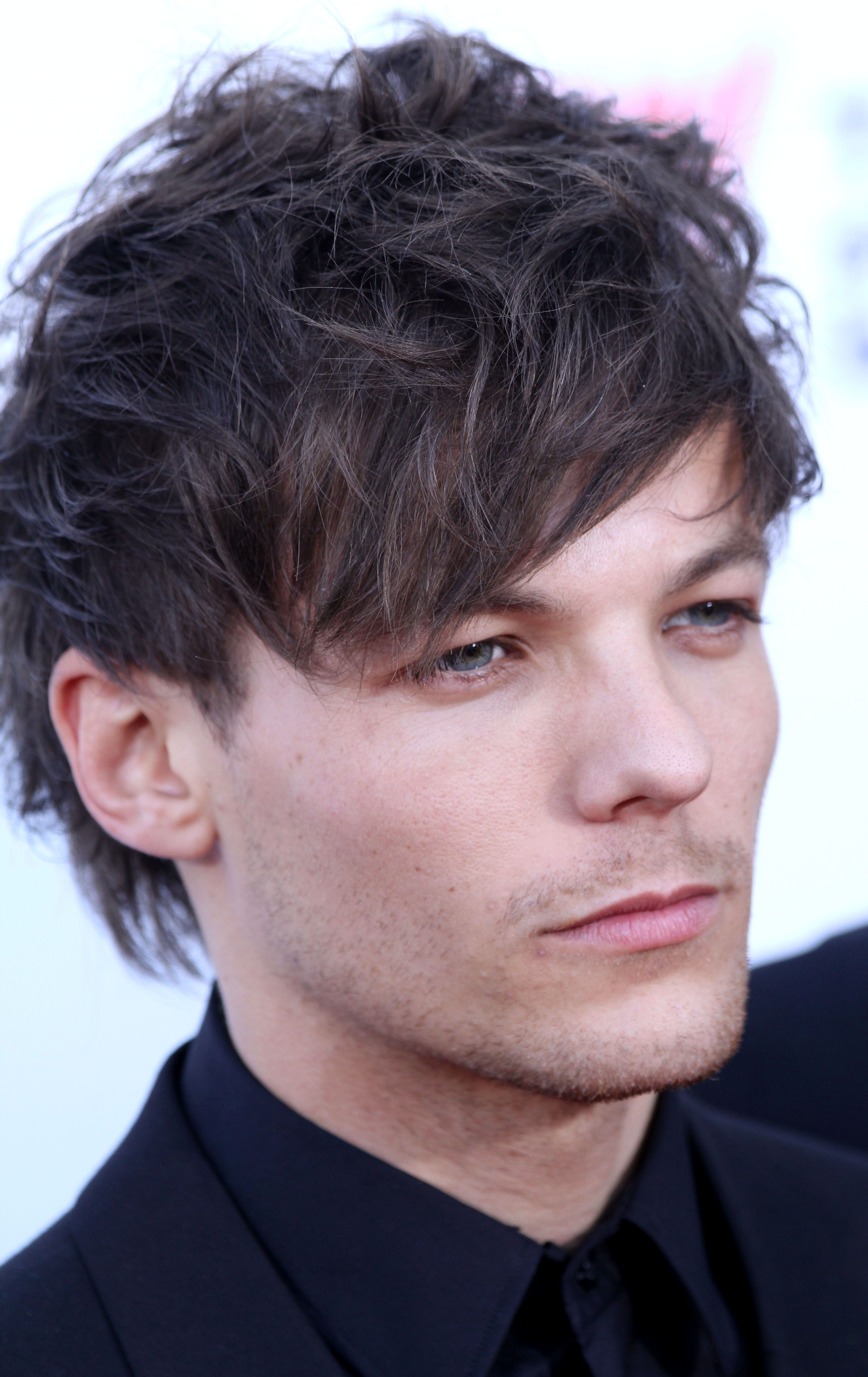
تاملینسون در سال ۲۰۱۴

وان دایرکشن در مدیا به موفقیت بسیار چشم‌گیری رسیده بود. آن‌ها آلبوم اول خود با اسم همه شب بیدار را در سال ۲۰۱۱ و آلبوم دوم خود را با اسم مرا به خانه ببر در سال ۲۰۱۲ منتشر کردند. آلبوم سوم آن‌ها با اسم خاطرات شبانه در تاریخ ۲۵ نوامبر ۲۰۱۳ منتشر شد. آن‌ها رکوردهای بسیاری را شکستند. در سال ۲۰۱۳ موزیک ویدیو بهترین آهنگ دنیا که از همین آلبوم بود جایزه مراسم Brits awards را از آن خود کرد. آن‌ها در مراسم american music awardsسال ۲۰۱۳ نیز دو جایزه را از آن خود کردند.
تاملینسون و دیگر اعضای گروه در سال ۲۰۱۲ در قسمتی از سریال آی کارلی ظاهر شدند. آن‌ها در سال ۲۰۱۳ در مستند این ما هستیم با بازی خودشان ظاهر شدند؛ که این فیلم در اواخر سال ۲۰۱۳ به بازار آمد و فروش آن توجه چشمگیری داشت..
پس از تعلیق موقت گروه وان دایرکشن تاملینسون به عنوان ترانه‌نویس و خواننده تک خوان (سولو) شروع به فعالیت کرد و آلبوم او به نام دیوارها (walls) در سال ۲۰۲۰ منتشر شد.

### فوتبال
تاملینسون قبل از عضویت در تیم دونکستر راورز خودش تیمی با تأسیس کرده بود؛ که این تیم هم جهت جمع‌آوری پول برای خیریه ساخته شده بود. وی همچنین در باشگاه حرفه‌ای دنکاستر روورز عضو شد برای تهیه پول برای خیریه.
وی در تاریخ ۸ و ۱۸ سپتامبر با در این تیم بازی داشت. او هشتم سپتامبر در بازی، دچار مشکل بدنی شد. همچنین در این استادیو افرادی شروع به مسخره کردن وی کردند اما تاملینسون تنها هدفش رساندن پول به مرکز خیریه Bluebell Wood بود.